# 伊琳娜·比雷克

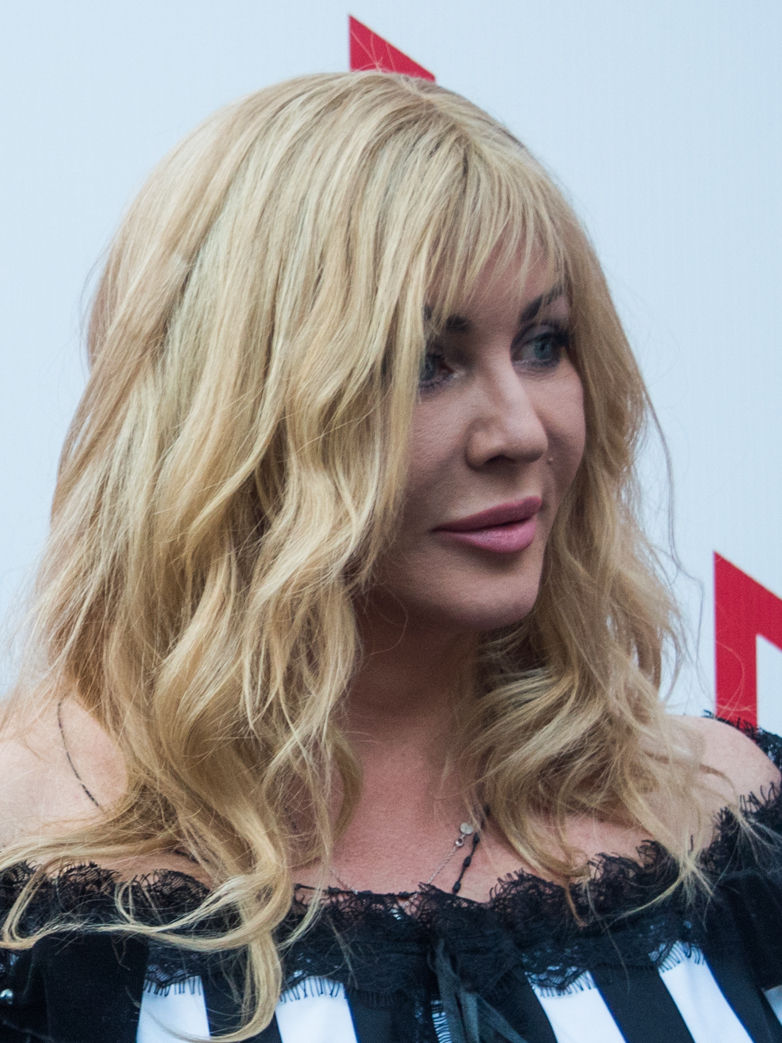
伊琳娜·比雷克

伊琳娜·莫伊科拉耶芙娜·比雷克（烏克蘭語：Ірина Миколаївна Білик，1970年—）是一位乌克兰歌手、词曲作家，拥有乌克兰人民艺术家荣誉头衔。
比雷克在10岁时便写成了自己的第一首歌。比雷克曾在1995年为美国时任总统比尔·克林顿表演。迄今为止，她已发行了12张音乐专辑（其中有几张收录的是俄语歌曲，还有一张收录的是波兰语歌曲）、大量短视频，并继续活跃在音乐界。
2007年10月27日，比雷克与自己在电视节目《与星共舞-2》《Dances with the Stars-2》中的舞伴、时年22岁的德米特罗·迪库萨尔（Dmytro Dykusar）结婚。婚礼地點位於巴西里约热内卢。